# Porostereum phellodendri
Porostereum phellodendri är en svampart som beskrevs av Pilát 1937. Porostereum phellodendri ingår i släktet Porostereum och familjen Phanerochaetaceae.   Inga underarter finns listade i Catalogue of Life.